# Типография Тришкана
Типогра́фия Тришка́на — караимская типография в Евпатории в XIX веке.

## Предпосылки
Караимская культура и религия тесно связаны с их духовным достоянием, каким является караимская книга. Со времен основателя этого течения иудаизма — Анана бен Давида, караимская книга-учение и молитвенник сопровождали каждую караимскую семью. Начиная с «Книги предписаний» («Сефер ха-мицвот»), написанной в Персии, караимы пользовались рукописными трудами своих наставников, написанных на древнееврейском языке. Позже, когда караимское учение распространилось по всем уголкам Старого света, образовались вполне самостоятельные духовные школы караимства. Каждая такая школа старалась распространять свое учение среди соплеменников и близких народов, поэтому для более широкого потребления писали молитвенники на языке той местности или группы, которые ассимилировали караимов.
В начале своего заселения в Крыму местные караимы также пользовались рукописными изданиями на древнееврейском языке, которые они переписывали из поколения в поколение. Только после XV века, когда караимский духовный центр переместился в Константинополь, крымские караимы начали получать тюркоязычные молитвенники, а среди них начали попадаться и первые печатные книги. Тогда в Константинополе воцарилась теологическая школа Башиячи, которая свое учение и издание распространила во всех местах, где компактно проживали караимы в Крыму.
Самим же крымским караимам существенный толчок в культурном и общественном положении предоставил Синан Челеби Бей-Ходжа, который перебрался из Персии в Мингли Гирей-хана в 1500 году. Застав единоверцев в состоянии духовного упадка он начал ими заниматься, а позже, в 1528 году, поспособствовал редактированию и печатанию в Венеции первой караимской книги по богослужению.
А через 2 века уже правнук Синана Челеби, Исаак Синан-Челеби, решился на строительство первой караимской типографии в Чуфут-Кале, в 1731 году. И в 1734 году была издана первая в Крымском ханстве печатная книга. Благодаря такому решению караимы стали главными двигателями культуры и прогресса на полуострове. Эта типография проработала почти век и выпустила немало караимских первопечатных книг.

## Основания типографии
После перемещения караимской общины в Евпаторию она требовала своего издательского центра, чего уже не могла обеспечить пришедшая в упадок типография в Чуфут-Кале. Инициатором возрождения караимской типографии стал гахам Иосиф Луцкий (возглавлял Евпаторийскую караимскую общину с 1820 по 1840 год), который, познакомившись с А. Фирковичем решил донести до своих единоверцев собранные учёным-исследователем караимские раритеты. Он ходатайствовал перед императорскими чинами о необходимости караимских книг и типографии (тогдашняя власть не считала малочисленные народы лояльными к ней и не поддерживала национальные меньшинства в их культурных инициативах), прошли годы и, в конце концов, в 1830 году Министерство внутренних дел Российской империи предоставило разрешение на типографию.
Серез два года, в 1832 году в Евпатории была открыта караимская типографию, а через год вышло и первое издание (на нем еще стоял отпечаток Гезлев — предварительное, турецкое название города). Вероятно, что большинство оборудования для типографии было перенесено из Чуфут-Кале, остальное было приобретено в Константинополе (поскольку стиль печати отличался от предыдущей типографии, но некоторые шаблоны и заготовки были еще от предшественников), ее владельцем был Янкель Шмуйлович Финкельман. Первым корректировщиков был Давид бей Мордехай Кокизов (его можно считать караимским первопечатником).
В 1836 году местный купец Мордехай Исаакович Тришкан выкупил типографию и еще десять лет издавал в ней лучшие образцы литературы караимской религии и философии, религиозные тексты и исследования караимских учёных-богословов тех времен. Точная дата закрытия типографии неизвестна, но предполагают, что последняя известная публикация и указывает на закрытие типографии, очевидно это 1846—1847 годы. За усилия и достижения в книгоиздании семье Тришканов, в частности Мардохею Тришкану и его сыновьям, благодарные караимы установили мраморную памятную плиту (с посвящением на древнееврейском языке) у входа в Малую кенассу Евпатории.

## Издания
Первыми произведениями, которые были отпечатаны на типографии, были знаковые собрания караимского сподвижника Авраама Фирковича (старинные малоизвестные рукописи), а также религиозные исследования-полемики местных богословов. Печатались классические издания караимского богословия, переводы Танаха на караимский и крымскотатарский языки, а также молитвенник в 4-х томах.
До современников дошло около 20 книг:
- 1833 год — «Тешуат Йисраэль» (др.-евр. תשועת ישראל‬), автор Йосеф-Шеломо бен Моше Луцкий (XVIII—XIX века);
- 1833 год — «Мас'ат Биньямин» (др.-евр. משאת בנימין‬), Биньямин Нагавенди (IX век);
- 1834 год — «Пиннат икрат» (др.-евр. פינת יקרת‬), Исаак бен Шеломо (XVIII—XIX века);
- 1834 год — «Рувах хен» (др.-евр. רוח חן‬), Шемуель бен Йехуда ибн Тиббон (XII—XIII века);
- 1835 год — «ха-Мивхар» (др.-евр. המבחר‬), Аарон бен Йосеф ха-Рофе (XIII—XIV века) с комментариями «Тират кесеф» Йосефа-Шеломо бен Моше Луцкого;
- 1835 год — «Аддерет Элияху» (др.-евр. אדרת אליהו‬), Элияху Башиячи (XV век);
- 1836 год — «Мивхар йешарим» (др.-евр. מבחר ישרים‬), Яаков бен Реувен (XI век);
- 1836 год — «Эшколь ха-Кофер» (др.-евр. אשכול הכופר‬), Йехуда бен Элияху Хадасси (XII век);
- 1836 год — «Сиддур ха-Тефиллот (др.-евр. סידור התפילות‬) — молитвенник в 4-х томах;
- 1838 год — «Масса у-Мрива» (др.-евр. משה ומריבה‬), Авраам Самуилович Фиркович (XVIII—XIX века);
- 1840 год — «Сефер Таргум Тора» (др.-евр. ספר תרגום תורה‬), перевод Торы на караимский язык;
- 1841 год — «Сефер Таргум Невиим» (др.-евр. ספר תרגום נביאים‬), перевод Невиим на караимский язык;
- 1842 год — «Сефер Таргум Кетувим» (др.-евр. ספר תרגום כתובים‬), перевод Ктувим на караимский язык;
- 1841 год — «Таргум Тешуат Йисраэль» (др.-евр. תרגום תשועת ישראל‬), перевод А. С. Фирковича «Тешуат Йисраель» на караимский язык;
- 1841 год — «Чуф деваш» (др.-евр. צוף דבש‬), Мордехай бен Шеломо Казас (XVIII—XIX века), на караимском языке;
- 1846 год — «Эмуна омен» (др.-евр. אמונה אמן‬), Авраам бен Йошияху (XVI—XVIII века);
- 1847 год — «Эч хаим» (др.-евр. עץ חיים‬), Аарон бен Элия младший (XIV век), с комментариями «Ор хаим» Симхи-Ицхака бен Моше Луцкого.